# Ново-Троицкое (Ершичский район)
Ново-Троицкое — деревня в Ершичском районе Смоленской области России. Входило в состав Сукромлянского сельского поселения до сентября 2017 года. В настоящее время входит в состав Руханского сельского поселения. Население — 0 жителей (2019 год). 
Расположена в южной части области в 11 км к юго-востоку от Ершичей, в 25 км юго-западнее автодороги А141 Орёл — Витебск. В 28 км северо-восточнее деревни расположена железнодорожная станция Пригорье на линии Рославль — Брянск. 

## История
В годы Великой Отечественной войны деревня была оккупирована гитлеровскими войсками в августе 1941 года, освобождена в сентябре 1943 года.